# Catarina Fagundes
Catarina Fagundes, född 8 april 1977 i Funchal på Madeira, är en portugisisk seglare och entreprenör. Hon tävlade i mistral-klassen vid Olympiska sommarspelen 1996 och kom på 21 plats. Efter att ha studerat turismplanering vid universitetet i Aveiro i Portugal.startade hon företaget Wind Birds som anordnar fågelskådning, valsafari och ekoturism på Madeira. Företaget samarbetar med Madeiras naturhistoriska museum.